# Бертоніко
Бертоніко (італ. Bertonico, п'єм. Bertonico) — муніципалітет в Італії, у регіоні Ломбардія, провінція Лоді.
Бертоніко розташоване на відстані близько 440 км на північний захід від Рима, 50 км на південний схід від Мілана, 16 км на південний схід від Лоді.
Населення — 1159 осіб (2014).

## Демографія
Населення за роками:

Станом на 1 січня 2023 року в муніципалітеті офіційно проживало 159 іноземців з 20 країн, серед них 40 громадян країн Євросоюзу та 3 громадяни України.

## Сусідні муніципалітети
- Кастільйоне-д'Адда
- Гомбіто
- Монтодіне
- Москаццано
- Рипальта-Арпіна
- Терранова-дей-Пассерині
- Турано-Лодіджано

## Відомі особистості
В поселенні народився:
- Карло Віттадіні (1800—1865) — італійський міколог і лікар.